# Siete Sabios
Los Siete Sabios o Saptarshí son siete rishis (sabios) que son nombrados en muchos lugares de los Vedas y otras literaturas hinduistas.

Las distintas medidas hindúes de tiempo, sobre una escala logarítmica de segundos. El término inglés second representa la duración de un segundo (10^{0} s); un mujurta representa unos 48 min; un masa representa un mes; el inglés year representa un año; un mahayugá representa la suma de las cuatro yugás (4 320 000 años); un manuantara representa la suma de 1000 yugás, un “day of Brahma” (día de Brahmá) representa 14 manuantaras y un “Cycle of Brahma” (‘ciclo de Brahmá’) representa una vida completa de Brahmá (36 500 de sus «días»).

- saptarṣi, en el sistema AITS (alfabeto internacional para la transliteración del sánscrito).
- सप्तर्षि, en escritura devanagari del sánscrito.
- Pronunciación: /saptaryí/ o /saptarshí/.[1]
- Etimología: ‘siete sabios’, siendo sapta: ‘siete’, y rishi: sabio, ‘que ve’ (drish).[1]

Los cuatro Vedas (fines del II milenio a. C.) realmente nunca los enumeran por su nombre, pero otros textos tales como los Bráhmanas (principios del I milenio a. C.) y los Upanishad (mediados y fines del I milenio a. C.) sí lo hacen.
En los Vedas son considerados los patriarcas de la religión védica (previa al hinduismo).
La constelación de la Osa Mayor también se llama Saptarshí.
Los hinduistas creen que las estrellas de esa constelación están todas juntas, a 32,4 millones de km de nuestra Tierra plana.
Para establecer una comparación, los textos hinduistas dicen que esas estrellas se encuentran a 108,07 segundos luz de nuestro planeta (siendo un "segundo luz" la distancia que recorre la luz en un segundo; esa distancia es equivalente a 299.792,458 km). El Sol se encuentra a una distancia promedio de 500 segundos luz de la Tierra, o sea, cinco veces más lejos que esa distancia. La ciencia moderna ha demostrado que en realidad las estrellas de cualquier constelación están a muy diferentes distancias entre sí.
Por ejemplo las estrellas de la constelación Saptarshí ―a pesar de verse todas «cercanas» desde nuestro punto de vista― se encuentran a distancias de entre 274 y 5193 billones de km de la Tierra (29 y 549 años luz respectivamente, siendo el año luz equivalente a 9.460.730.472.580,8 kilómetros).
Otro error de los antiguos videntes es que en esa constelación no hay solo las 7 estrellas más visibles (los «siete sabios» o los «siete cabritos») sino 35.
Como estos siete rishis están entre los primeros ocho rishis (que se consideran los ancestros de los gotras [‘linajes’] de todos los brahmanes), el nacimiento de estos rishis se mitificó.
Muchos de los rishis enumerados son antecesores de gotras.

## Vivienda
Los sapta-rishis se encuentran en las siete estrellas Saptarishi.
Según otra versión,[cita requerida] los saptarshís se encuentran en el planeta más elevado del universo, Satia Loka, donde vive el dios Brahmá.
También viven en los Himalayas, donde son asistidos por 144.000 rishis que se han difundido en distintos lugares de la India.

## Nombres de los Sapta Rishis
Según la religión postvédica, un manu-anatara es uno de los 14 periodos de tiempo astronómico que caben en un kalpa (un día —sin la noche— del dios Brahmá).
Actualmente estaríamos en el séptimo manuanatara (de 14) dentro del Shueta-varaja-kalpa.

### Primer manuantara: el intervalo de Swayambhu Manu
En el Mahanirvana tantra:
- Márichi
- Atri
- Anguiras
- Pulaja
- Kratu
- Pulastia
- Vásishta[5]

### Segundo manuantara: el intervalo de Swarochisha Manu
- Urya
- Stambha
- Prańa
- Dattoli
- Rishabha
- Nischara
- Arvarívat

### Tercer manuantara: el intervalo de Auttami Manu
Hijos del sabio Vásishta:
- Kaukundihi
- Kurundi
- Dalaia
- Shankha
- Pravájita
- Mita
- Sammita

### Cuarto manuantara: el intervalo de Támasa Manu
- Yiotir Dhama
- Prithu
- Kavia
- Chaitra
- Agní
- Vanaka
- Pivara

### Quinto manuantara: el intervalo de Raivata Manu
- Jirania Roma
- Vedasrí
- Urddha Baju
- Veda Baju
- Sudhaman
- Paryania
- Maja Muni

### Sexto manuantara: el intervalo de Chakshusha Manu
- Sumedhas
- Virayas
- Javish Mat
- Uttama
- Madhu
- Abhináman
- Sajisnu

### Séptimo manuantara (el actual): el intervalo deVaivasvata Manu
Las listas de estos saptarshís son contradictorias.
La lista más antigua se presenta en el Jaiminiya brahmana 2.218-221:
- Vásishtha
- Bharáduash
- Yamadagni
- Gótama
- Atri
- Vishuá Mitra
- Agastia

En el Brihadaranyaka Upanisad 2.2.6 tiene una lista ligeramente diferente:
- Gótama
- Bharáduash
- Vishuá Mitra y Yamad Agní
- Vasishta y Kashiapa
- Atri

En el Gopatha-bráhmana 1.2.8:
- Vasishtha
- VishuáMitra
- YamadAgní
- Gótama
- Bharáduash
- Guṅgu
- Agastia
- Kashiapa

En la Brijad-araniaka-upanishad (2.2.4) y en el Satapatha-bráhmana presentan los siguientes Saptarshís:
- Atri
- Bharadwash
- Gótama
- Yamadagní
- Kashiapa
- Vasishtha
- Vishuámitra

En los «Sandhia-vandana-mantras» del Krisná-iáyur-veda:
- Anguiras
- Atri
- Bhrigu
- Gótama
- Kashiapa
- Kutsa
- Vásishtha

En el Majábharata:
- Agastia
- Atri
- Kutsa
- Vásishtha

etc.
En el Brijat-samjitá de Varaja Mijira.
- Márichi
- Vásista
- Anguiras
- Atri
- Pulastia
- Pulaja
- Kratu

En el Maja-nirvana-tantra:
- Kashiapa
- Atri
- Vásishta
- Vishuá Mitra
- Gótama
- Yamad Agní
- Bharaduash[5]

En el Sandhia-vandanam:
- Atri
- Bhrigu
- Kautsa
- Vásishtha
- Gótama
- Kashiapa
- Anguirasa.

Otras listas incluyen a Visuá Mitra y Yamad Agní.
Otras listas incluyen siempre a Atri, Kashiapa y Vasishta, pero los restantes cuatro cambian.
En textos postvédicos la lista difiere aún más.
Algunos de estos rishis son reconocidos como los manasa-putra (hijos generados con la mente) del dios Brahmá (creador del universo).

#### Incoherencia
En ninguna escritura antigua se explican estas discrepancias. Actualmente, los hinduistas lo explican diciendo que los vínculos astrales con la jerarquía celestial se rompieron durante la India medieval debido a los efectos de Kaliyuga.
Aducen también que los siete rishis gobiernan el cosmos por zonas, y todos los rishis que se mencionan han ocupado el puesto de saptarshí en algún punto del tiempo.

### Octavo manuantara (futuro):Savarni Manu
- Díptimat
- Drauni
- Gálava
- Kripa
- Rama
- Rishia Sringa
- Viasa

### Noveno manuantara: Daksa Savarni Manu
- Bhavia
- Diutimat
- Medha Tithi
- Satia
- Savana
- Vasu
- Yiotishman

### Décimo manuantara: Brahma Savarni Manu
- Apamurti
- Apratimaujas
- Javishmán
- Nabhaga
- Satia
- Satiaket
- Sukriti

### Decimoprimer manuantara: Dharma Savarni Manu
- Agní Teshas
- Anagha
- Áruni
- Javishman
- Nishchara
- Vapushmán
- Visnú

### Decimosegundo manuantara: Rudra Savarni Manu
- Sutapas
- Tapaswí
- Tapodhan
- Tapodhriti
- Tapodyuti
- Tapomúrtti
- Taporati

### Decimotercer manuantara: Raucya o Deva Savarni Manu
- Aviaia
- Dhritimat
- Nirmoja
- Nirutsuka
- Nishprakampa
- Sutapas
- Tatuadersín

### Decimocuarto manuantara: Bhauta o Indra Savarni Manu
- Agnibáhu
- Ayita
- Gridhra
- Iukta
- Magadhá
- Shukra
- Suchi

## Astrología
En la astrología hindú, las siete estrellas del Saptarshí Mándal (Osa Mayor) se llaman:
| Nombre indio | Designación Bayer | Nombre occidental |
| ------------ | ----------------- | ----------------- |
| Kratu        | α UMa             | Dubhe             |
| Pulaja       | β UMa             | Merak             |
| Pulastia     | γ UMa             | Phecda            |
| Atri         | δ UMa             | Megrez            |
| Anguiras     | ε UMa             | Alioth            |
| Vásishta     | ζ UMa             | Mizar             |
| Bhrigu       | η UMa             | Alkaid            |

Vásishta está acompañado por su esposa, la débil estrella Arundhatí (Alcor/80 Ursae Majoris).

## Papel que representaron los Saptarshí en el «Kumara-sambhava»
El Kumara-sambhava (‘la aparición del niño [dios]’) es uno de los majá-kaviás que escribió el famoso poeta Kalidasa (siglo VI).
El tema de este kaviá es el nacimiento del dios de la guerra Skanda, también llamado Kumara (‘muere fácil’, niño).
Los saptarshí representaron un papel muy importante en el sexto canto del Kumara-sambhava. Su grandeza se explica en el Paramésuara-prabhava.